# Heinz Rost
Heinz Rost (* 13. Mai 1921 in Helmstedt; † 24. Februar 1957) war ein deutscher Politiker (SPD) und Mitglied des Niedersächsischen Landtages.
Heinz Rost arbeitete als Diplom-Ingenieur und Architekt. Am 30. Januar 1956 rückte er für Friedrich Greve (Politiker, 1892) in den Niedersächsischen Landtag nach (3. Wahlperiode), dessen Mitglied er bis 24. Februar 1957 war. 